# Szerhij Vasziljovics Andrjejev
Szerhij Vasziljovics Andrjejev (ukránul: Сергій Васильович Андрєєв, oroszul: Сергей Васильевич Андреев; Luhanszk, 1956. május 16. –) ukrán labdarúgóedző, korábban szovjet válogatott labdarúgó.

## Pályafutása

### Klubcsapatban
Pályafutását szülővárosában a Zorja Luhanszkban kezdte 1973-ban, ahol négy évig játszott. 1978 és 1985 között az SZKA Rosztov-na-Donu csapatában 261 mérkőzésen 167 alkalommal volt eredményes. 1980-ban 20, 1984-ben 19 találattal szovjet gólkirályi címet szerzett. 1986 és 1988 között az FK Rosztov csapatát erősítette. 1989-ben a svéd Östers igazolta le, ahol egy évig játszott, ezalatt 43 mérkőzésen szerepelt és 15 gólt szerzett. 1991 és 1993 között a szintén svéd Mjällby játékosa volt. 1993-ban visszaigazolt a Rosztov csapatához és innen vonult vissza 1995-ben.

### A válogatottban
1979 és 1983 között 26 alkalommal szerepelt a szovjet válogatottban és 8 gólt szerzett. Tagja volt az 1980. évi nyári olimpiai játékokon bronzérmet nyerő válogatottnak, ahol 5 találatával a torna legeredményesebb játékosa lett. Részt vett az 1982-es világbajnokságon.

## Sikerei, díjai
SZKA Rosztov-na-Donu
- Szovjet kupa (1): 1981

Szovjetunió
- Olimpiai bronzérmes (1): 1980

Egyéni
- A szovjet bajnokság gólkirálya (2): 1980 (20 gól), 1984 (19 gól)
- Az Olimpia gólkirálya (1): 1980

## Külső hivatkozások
- Szerhij Vasziljovics Andrjejev – a FIFA adatbázisában
- Szerhij Andrejev adatlapja a National-Football-Teams.com oldalon (angolul)

- Szerhij Andrejev. eu-football.info
- Szerhij Andrejev (orosz nyelven). rusteam.permian.ru. [2020. július 2-i dátummal az eredetiből archiválva]. (Hozzáférés: 2018. április 4.)
- Szerhij Vasziljovics Andrjejev profilja az Olympedia oldalán (angolul)